# Bakelite

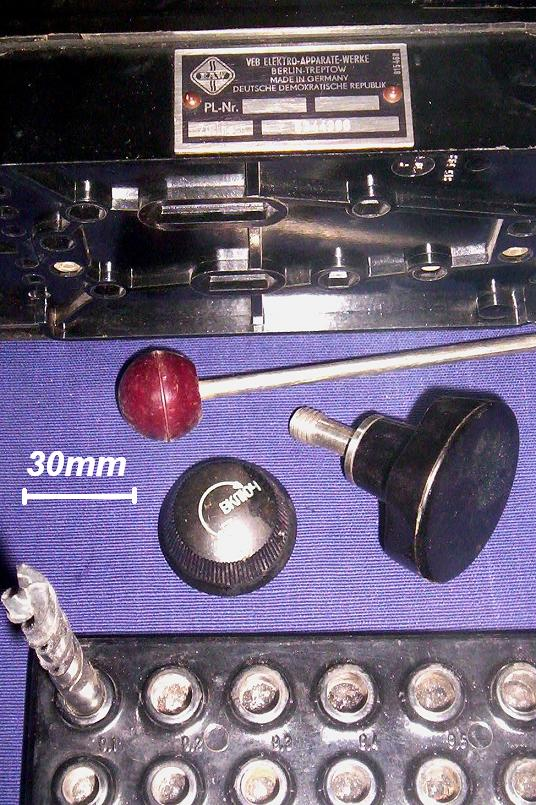
Typische Produkte aus Bakelit

Die Bakelite GmbH und später auch Bakelite AG war von 1910 bis 2004 ein deutsches Unternehmen zur Kunststoffherstellung.
Leo Hendrik Baekeland entwickelte ab 1905 Bakelit, einen duroplastischen Kunststoff auf der Basis von Phenolharz. 1907 erhielt er auf das Herstellungsverfahren ein US-Patent, 1908 das in Deutschland. Im Februar 1909 stellte er in den USA seine Erfindung im New Yorker Club der Chemiker vor. Auf dem Chemikerkongress in London im Mai 1909 wurde Baekeland u. a. von Chemikern der Rütgerswerke, die auch die Teerdestillation in Erkner betrieben, angesprochen. Baekeland kam daraufhin nach Berlin, besuchte von dort zunächst andere Chemiekonzerne in Süddeutschland, um sich dann doch mit der in Berlin-Charlottenburg ansässigen Rütgerswerke AG zu einigen. Am 17. Juli 1909 schlossen beide Seiten einen Vorvertrag, worauf Baekeland am Folgetag mit dem damaligen Rütgers-Chefchemiker Max Weger (1869–1944) in Erkner mit einer Versuchsproduktion begann. Bereits im Herbst konnte aus Erkner die erste größere Menge Bakelit zu Testzwecken an das Berliner Siemens-Kabelwerk geliefert werden.
Am 25. Mai 1910 gründeten Baekeland und die Rütgerswerke AG die Bakelite GmbH in Erkner bei Berlin. Die Rütgerswerke wurden Lizenznehmer für ganz Europa. Geschäftsführer des neu gegründeten Unternehmens wurde Max Weger in Erkner bis 1936. Zur Herstellung von Bakelit waren große Mengen an Phenol notwendig, die damals bei der Steinkohlendestillation der Rütgerswerke anfielen.
Die Bakelite GmbH gründete selbst Tochterfirmen, wie 1911 die Bakelite Ltd. bei London, bzw. bereitete solche Gründungen vor, z. B. in Frankreich oder der Schweiz. Diese Auslandsaktivitäten lagen vor allem in den Händen des Chemikers Hans Lebach (1881–1961), der seit Oktober 1910 Mitarbeiter der Bakelite GmbH in Erkner war. Zuvor hatte er bei dem Chemieunternehmen Knoll & Co. in Ludwigshafen gewirkt und dort etwa zur gleichen Zeit wie Baekeland einen Kunststoff erfunden, der dem Bakelit chemisch gleich war, lediglich bei der Herstellung gab es kleine Unterschiede. Lebach und Knoll hatten sogar einige Zeit vor Baekeland darauf Patente in Deutschland angemeldet! Ein längerer Patentstreit endete im August 1910 mit einem Kompromissangebot der Firma Knoll & Co. Sie wurde stiller Teilhaber und Lebach ab Herbst 1910 leitender Mitarbeiter der Bakelite GmbH in Erkner.
Mit Beginn des Ersten Weltkriegs endeten aber die Auslandsaktivitäten der Bakelite GmbH. Die Bakelite Ltd. wurde von britischen Behörden als Eigentum „feindlicher Ausländer“ 1914 geschlossen und 1916 an den Baekeland-Konkurrenten James Swinburne übertragen, der erst dadurch in die Lage versetzt wurde, auch feste Kunststoffe (bisher nur Lacke) herzustellen. Die patentrechtliche Einigung mit Baekeland erfolgte erst nach Kriegsende.
Baekeland selbst gründete erst nach der Klärung des Patentstreits mit Knoll und Lebach im Herbst 1910 in den USA die General Bakelite Company, die die Patente hielt. Da das patentierte Bakelit oft plagiiert wurde, ging Baekeland konsequent dagegen vor. Einer der Plagiatoren, Sir James Swinburne, vertrieb sein Phenolplastik unter dem Namen „Damard“ (abgeleitet vom englischen „damn hard“ = verdammt hart). Nach mehreren Jahren Rechtsstreit fusionierten die Konkurrenzfirmen, die Damard Laqueurs Co. und andere verklagte Unternehmen (Redmanol Co., Condensite Co.) mit Baekelands Firma zu einem Großunternehmen, der General Bakelite Corporation, die 1939, nachdem sich Baekeland zur Ruhe gesetzt hatte, von Union Carbide übernommen wurde.
Ab 1910 stellte die Bakelite GmbH in Erkner als erster Betrieb der Welt im industriellen Maßstab Bakelit her. Dieses in flüssiger, pulvriger oder fester Form produzierte Material wurde in vielen Pressereien zu Kunststoffteilen weiterverarbeitet. Die Produkte waren breit gefächert, von Gehäusen und Sicherungen (wegen der isolierenden Eigenschaften von Bakelit) über Gegenstände des Alltages (Telefone, Radios, Füllfederhalter, und so weiter) bis hin zu militärischen Anwendungen (Zündkapseln, Flugzeugpropellern, Schalttafeln für Kampfschiffe) reichte die Palette. Bakelit ließ sich bei der Herstellung in jede gewünschte Form pressen, es war allerdings danach nicht mehr verformbar wie Thermoplaste. Es war hitzebeständig, unlöslich, kostengünstig herzustellen und leitete den elektrischen Strom nicht. Allerdings konnte es zunächst nur in dunklen Farbtönen hergestellt werden, die bei Sonneneinstrahlung nachdunkelten.
Ab 1914 errichtete die Bakelite GmbH in der Flakenstraße in Erkner ihr Werk I – heute hat dort das Leibniz-Institut für Raumbezogene Sozialforschung (IRS Erkner) seinen Sitz. In den 1920er Jahren war dieses Werk bereits viel zu klein und ohne Eisenbahnzufahrt, weshalb die Bakelite GmbH in der Berliner Straße ein weiteres Gelände mit Bahnanschluss erwarb. Darauf wurde später das moderne Bakelite Werk II errichtet und 1938/39 eröffnet.
Ab 1927 liefen die Patente für Baekelands Herstellungsverfahren aus (in Deutschland wegen der Bestimmungen des Versailler Vertrages erst Anfang der 1930er Jahre) und zahlreiche andere Hersteller kamen auf den Markt. Deshalb wurde jetzt die Bakelite-Werbung intensiviert und vor allem die „geprüfte Sicherheit“ des Originals betont. Dazu wurde es regelmäßig einem zertifizierten Prüfprogramm durch die Materialprüfungsanstalt in Berlin-Dahlem, unterworfen, das dann Gütesiegel verlieh. Aus den Codes in diesen Pressmarken konnten u. a. die konkreten Hersteller ermittelt werden.
Auf dem Gelände der Leipziger Technischen Messe verfügte das Unternehmen über einen großzügigen Messestand und in der Leipziger Altstadt über ein eigenes Gebäude – das „Bakelite-Haus“ am Markt.
Nach dem Ende des Zweiten Weltkriegs wurde die Bakelite GmbH in Erkner erst demontiert und dann enteignet. 1948 wurde am Standort Erkner der VEB Plasta Erkner neu gegründet, zunächst im Werk I, ab Anfang der 1950er Jahre wieder im Werk II, wo bis heute von der Firma Prefere Resins Kunststoffe produziert werden.
Die Bakelite GmbH verlegte sich nach Kriegsende in die Westzone nach Iserlohn-Letmathe. 1950 bis 1952 wurde das dortige Bakelite-Werk errichtet und in Betrieb genommen.
Zahlreiche andere Kunststoffarten kamen in den 1950er Jahren auf den Markt. Sie hatten unter anderem den Vorteil in jedem gewünschten Farbton hergestellt werden zu können. Die Phenolharze blieben trotzdem im Markt, sie wurden nun aber eher in Gehäusen, Leiterplatten oder Isolatoren eingesetzt.
1957 nahm das Werk in Duisburg-Meiderich die Produktion der Phenolharze auf, 1959 kam die Produktion von Epoxidharzen hinzu. 1976 erwarb das Unternehmen das Werk Frielendorf bei Kassel. Ab Ende der 1980er Jahre wurden von der Bakelite AG zahlreiche Firmen in Europa (Italien, Finnland, Spanien) und Asien (Japan, Südkorea) hinzugekauft oder durch Kooperationen verbunden.
2003 erwirtschaftete Bakelite mit etwa 1700 Beschäftigten einen Umsatz von 540 Mio. Euro. Es war einer der führenden europäischen Hersteller von Phenol- und Epoxidharzen sowie duroplastischen Formmassen.

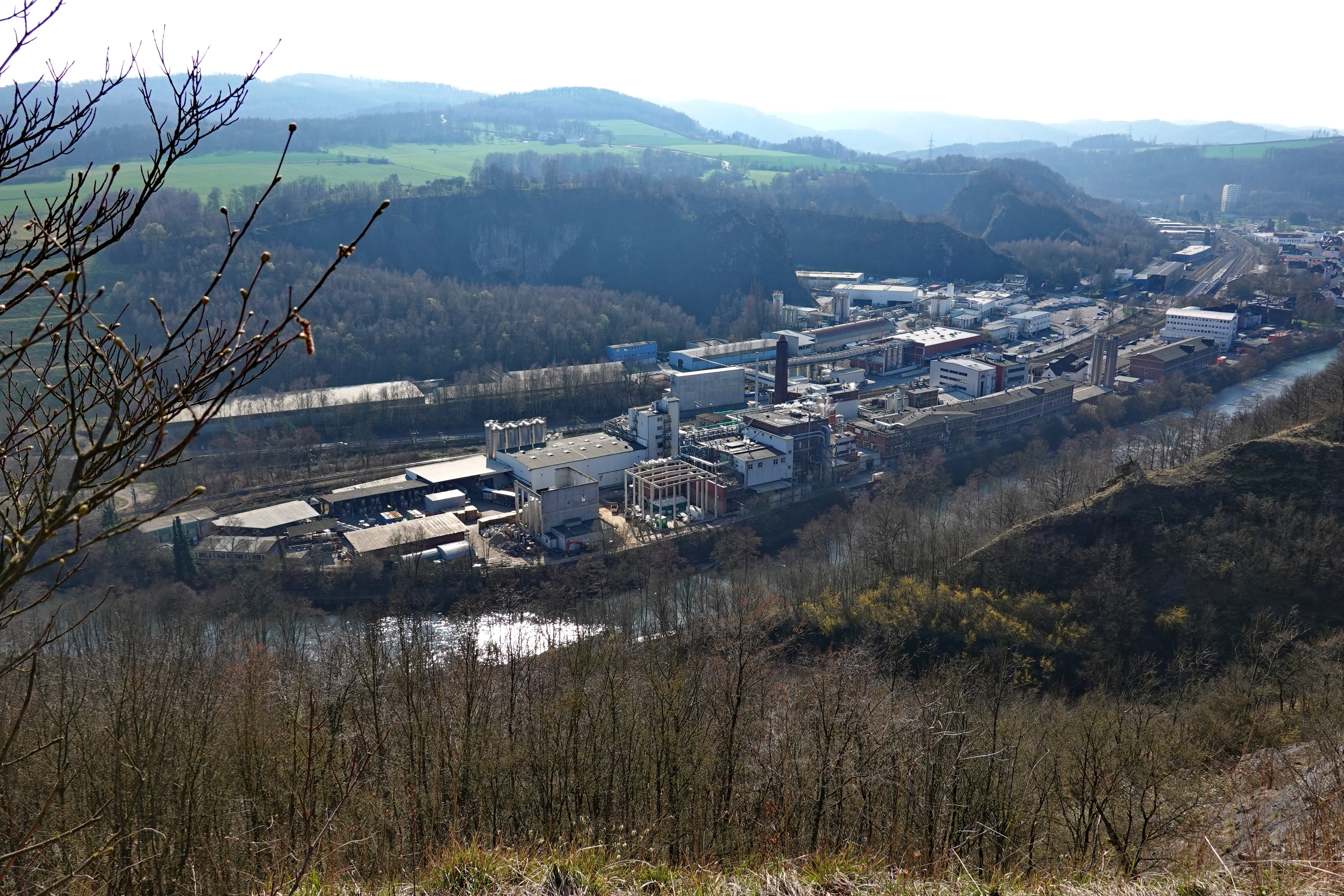
Unternehmensgelände der Bakelite GmbH in Iserlohn-Letmathe, Gennaer Straße 2–4

2004 verkaufte die Eigentümerin Rütgers AG die Bakelite AG an die Borden Chemical Inc. mit Firmensitz in den USA. Diese fusionierte 2005 mehrere Geschäftsbereiche zur Hexion Specialty Chemicals, die heute noch die Markenrechte an Bakelit besitzt und die deutschen Produktionsstandorte betreibt. Hexion Specialty Chemicals GmbH entstand Mitte 2005 durch Umwandlung im Wege des Formwechsels der Bakelite Aktiengesellschaft. Ende 2010 fusionierte Hexion mit der Momentive Performance Materials. Beide Unternehmen blieben selbstständig und versuchten, durch Kooperationen im Overhead-Bereich Kosten zu sparen. Seit 2021 firmiert das Unternehmen Hexion Specialty Chemicals unter dem Namen Bakelite GmbH. Im April 2021 hatte die im Dezember 2020 gegründete Bakelite Germany Buyer GmbH sämtliche Geschäftsanteile der Bakelite GmbH übernommen. Oberster Mutterkonzern ist nach Angaben im Jahresabschluss zum 31. Dezember 2021 die Bakelite UK TopCo Ltd in Penarth (Wales), Großbritannien.
Unter dem Namen Momentive/Rütgers wird die Geschichte des Bakelite-Unternehmens in der Route der Industriekultur aufgeführt. 2003 wurde in Kierspe ein Bakelit-Museum eröffnet. In wechselnden Ausstellungen werden mehrere tausend Exponate gezeigt.